# Гибридный накопитель

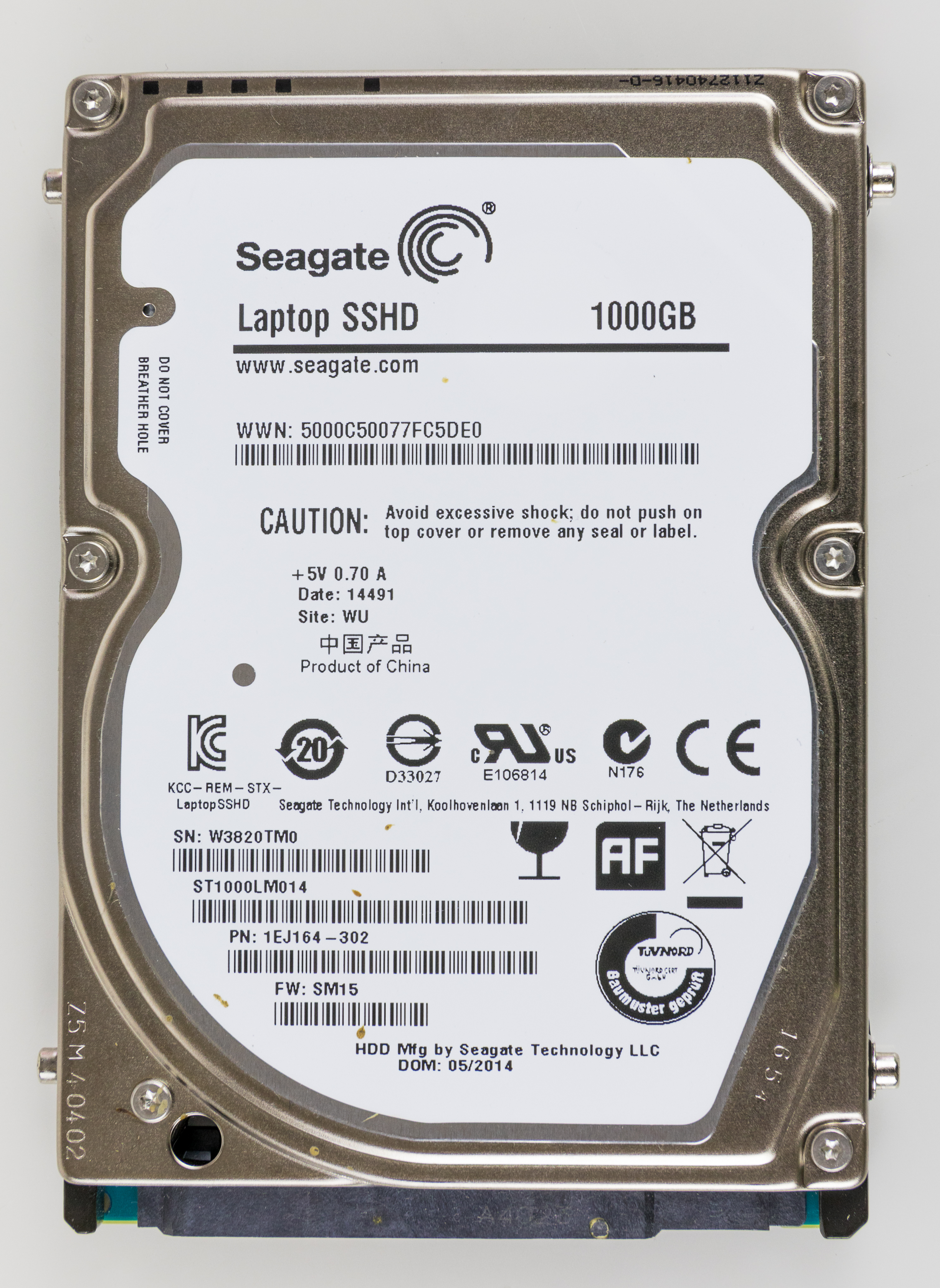
Гибридный накопитель (SSHD) от Seagate на 1000 Гб

Гибридный накопитель (также известен под аббревиатурой SSHD, англ. solid-state hybrid drive) — это логическое или физическое устройство хранения данных, которое сочетает в себе технологии хранения данных на жёстком диске (НЖМД, HDD) и в NAND-памяти (SSD-накопитель). В результате увеличивается производительность накопителя при большом доступном объёме хранения информации. Твердотельная память гибридного диска используется как кэш данных, хранящихся на жёстком диске, к которым идёт наиболее частое обращение. Тем самым повышается общая производительность системы.
Существуют две основные технологии, используемые для реализации гибридных накопителей:
- системы с двумя накопителями,
- гибридные накопители.

В системе с двумя накопителями используется два физических устройства, SSD и HDD, установленных в одном компьютере; оптимизация размещения данных производится либо вручную пользователем, либо автоматически с помощью операционной системы через создание «гибридных» логических устройств. 

В гибридных накопителях SSD и HDD объединены одним микроконтроллером, и, как правило, одним корпусом. Функциональные возможности кэширования реализованы путём добавления небольшого количества флэш-памяти к жёсткому диску и копирования туда наиболее часто используемых секторов; решения о размещении принимаются либо целиком устройством (режим self-optimized), либо путём размещения «подсказок» операционной системой (режим host-hinted).

## История
В 2007 году Seagate и Samsung представили первые гибридные диски: Seagate Momentus PSD и Samsung SpinPoint MH80. Обе модели были 2,5-дюймовыми c флэш-памятью на 128 или 256 МБ. Передача данных между магнитными дисками и флеш-памятью осуществлялась посредством технологии ReadyDrive операционной системы Windows Vista. Однако продукты не получили широкого распространения, в том числе из-за отсутствия существенного прироста скорости и недостатков технологии ReadyDrive.
В мае 2010 года компания Seagate представила новый гибридный накопитель Momentus XT, использовав термин «твёрдотельный гибридный диск» (SSHD). Он уже не имел программной зависимости от операционной системы и состоял из жёсткого диска на 500 ГБ с интегрированной SLC флеш-памятью объёмом 4 ГБ (позже был выпущен Momentus XT второго поколения на 750 и 8 ГБ соответственно). Вместе с тем, компания представила технологию F.A.S.T. (англ. Flash-Assisted Storage Technology), отвечающую за хранения данных на флеш-памяти, которая в свою очередь имела три составляющих: FAST Management, Adaptive Memory и FAST Boot. FAST Management обеспечивала совместимость гибридного накопителя с любыми операционными системами, без необходимости использования дополнительных драйверов, а также выполняла функцию аналогичную Trim для обычных SSD. Адаптивная память (Adaptive Memory) отвечала за распределения информации между жёстким диском и флеш-памятью, а FAST Boot ускоряла загрузку операционной системы.
В апреле 2013 года компания Western Digital представила 2,5-дюймовые накопители WD Black SSHD, в том числе SSHD толщиной в 5 мм с 500 ГБ обычной памяти и флэш-памяти размером в 8 ГБ, 16 ГБ или 24 ГБ.

## Типы

Сравнение гибридного накопителя и двух накопителей FCM (Flash Cache Module) конструкции

Существует две основных «гибридных» технологии хранения данных, которые сочетают в себе NAND флэш-память (SSD) с HDD технологией: Dual-привода гибридных систем и гибридных твердотельных накопителей.

### Гибридная система с двумя накопителями
Гибридные системы с двумя накопителями сочетают в себе использование отдельных SSD и HDD устройств, установленных в одном компьютере. В целом, оптимизация производительности управляется либо с помощью пользователя компьютера (ручное размещение наиболее часто используемых данных на SSD), либо с помощью программного обеспечения операционной системы компьютера (путём объединения SSD и HDD в гибридные тома (разделы), незаметные для конечных пользователей). Примерами реализации гибридных разделов в операционных системах являются bcache и dm-cache в Linux, и Fusion Drive от Apple.
В ноутбуках, как правило, такая система использует флэш-кэш модули (FCM). FCM использует отдельный SSD-накопитель (обычно mSATA SSD-модуль) и HDD, в то время как управлением оптимизацией занимается либо ПО компьютера, драйверы устройства или комбинации обоих. Технология SRT (Smart Response, "умный отклик") от Intel — наиболее распространённая реализации FCM для гибридных систем на сегодня.
Существуют также системы для ноутбуков, которые также используют отдельные SSD и HDD в одном 2.5-дюймовом корпусе, но заодно предоставляют (в отличие от SSHD) в то же время (в отличие от гибридных твердотельных накопителей) раздельный доступ к обоим накопителям. Таким образом, можно использовать накопители на своё усмотрение.
Также всё чаще гибридный жёсткий диск SSHD используется в серверах, что позволяет существенно снизить их стоимость, в отличие от чистых SSD.

### Гибридный твердотельный диск
Понятие Гибридный твердотельный накопитель (SSHD) относится к продукции, которая включает значительное количество NAND флэш-памяти в жёсткий диск.
Основополагающим отличием является интегрированная система кэширования наиболее часто используемых секторов. Микроконтроллер устройства сам копирует в быструю кэш-память наиболее часто используемые области данных.

## Режимы работы
Принятие решения о том, какие элементы данных являются приоритетными для флэш-памяти, лежит в основе технологии гибридных твердотельных накопителей.
SSHD могут работать в двух основных режимах:
Автоматический (self-optimized) режим
В этом режиме SSHD работает независимо от операционной системы и принимает все решения, относящиеся к распределению данных, самостоятельно.
Хост-Оптимизированный (host-hinted режим) режим
В этом режиме работы, SSHD включает расширенный набор команд SATA «Hybrid Information», включённый в версию 3.2 Serial ATA International Organization (SATA-IO). Используя эти SATA команды, решения о том, какие элементы данных размещаются в NAND флэш-памяти, принимаются операционной системой и драйвером устройства с учётом структуры файловой системы.

### Поддержка в операционных системах
Некоторые специфичные особенности SSHD-накопителей, такие как host-hinted режим, требуют программной поддержки в операционной системе. Microsoft добавила поддержку host-hinted операции в ОС Windows 8.1, в то время как патчи для ядра Linux доступны с октября 2014, ожидается их включения в основную ветвь ядра Linux.

## Тесты производительности
В конце 2011 года и начале 2012 года тесты на скорость показали, что гибридные твердотельные накопители объёмом в 750 ГБ HDD и 8 ГБ кэш-памяти медленнее SSD при произвольном чтении/записи и последовательном чтении/записи, но быстрее, чем жёсткие диски, при запуске приложений и выключении.
По производительности, гибридные накопители находятся в позиции между жёсткими и твёрдотельными дисками. Тестирование скорости гибридного накопителя в сравнении с HDD и SSD:
|                                                                    | HDD: Seagate Momentus (ST9750420AS) | SSHD: Seagate Momentus XT (ST750LX003) | SSD: Plextor PX-256M2S |
| ------------------------------------------------------------------ | ----------------------------------- | -------------------------------------- | ---------------------- |
| PCMark 7 (жёсткий диск)                                            | 1733 балла                          | 3575 баллов                            | 5059 баллов            |
| Максимальная/минимальная/средняя скорость последовательного чтения | 119,7/60,7/96,7 Мб/с                | 112,7/55,5/89,8 Мб/с                   | 349,4/325,6/337,2 Мб/с |
| Максимальная/минимальная/средняя скорость последовательной записи  | 118,6/60,2/94,2 Мб/с                | 114,8/47,9/86,9 Мб/с                   | 276,6/122,3/266,8 Мб/с |
| Пропускная способность интерфейса: чтение/запись                   | 142,8/142,8 Мб/с                    | 181,3/332,2 Мб/с                       | 348,0/342,0 Мб/с       |
| Время доступа: чтение/запись                                       | 15,4/15,4 мс                        | 0,2/1,1 мс                             | 0,3/0,3 мс             |
| Запись файла на диск (2 Гб)                                        | 11 с                                | 12 с                                   | 4 с                    |
| Чтение файла с диска (2 Гб)                                        | 26 с                                | 14 с                                   | 5 с                    |
| Копирование файла из папки в папку (2 Гб)                          | 22 с                                | 24 с                                   | 7 с                    |